# بخش برلین (شهرستان ماهونینگ، اوهایو)
بخش برلین (به انگلیسی: Berlin Township) یک منطقهٔ مسکونی در ایالات متحده آمریکا است که در شهرستان ماهونینگ، اوهایو واقع شده‌است.
 بخش برلین ۶۶٫۲ کیلومتر مربع مساحت و ۲٬۱۲۲ نفر جمعیت دارد و ۳۱۱ متر بالاتر از سطح دریا واقع شده‌است.